# Urizaharra
Urizaharra (castellà Peñacerrada) és un municipi d'Àlaba, de la Quadrilla de Mendialdea. Limita al nord i est amb el comtat de Treviño, al sud amb Ábalos i San Vicente de la Sonsierra (La Rioja), a l'est amb Lagran i a l'oest amb Zanbrana i Bastida. Està format pels pobles de
- Baroja
- Faido
- Loza
- Montoria
- Paiueta
- Urizaharra (capital)

## Eleccions municipals 2007
Quatre partits van presentar llista a l'ajuntament del municipi; EAJ-PNB, PSE-EE, PP i una agrupació independent. Aquests van ser els resultats: 
- Agruació Municipal AMI : 117 vots (5 escons)
- Eusko Alderdi Jeltzalea - Partit Nacionalista Basc : 50 vots (2 escons)
- Partit Popular : 13 vots (0 escons)
- Partit Socialista d'Euskadi - Euskadiko Ezkerra : 4 vots (0 escons)

Aquests resultats van donar com guanyadora a l'actual alcaldessa Luisa Maria Alonso Pinedo, per part del seu partit independent AMI, que va assolir 5 escons, seguit d'EAJ-PNB amb 2 escons. Els socialistes i populars no van assolir representació, a causa dels seus escassos vots; lluny del mínim per a assolir representació.